# Benazouz
Benazouz là một đô thị thuộc tỉnh Skikda, Algérie. Dân số thời điểm năm 2002 là 24.969 người.